# Österreichischer Kunstpreis für Aktuelle Jahresthemen
Der Österreichische Kunstpreis für Aktuelle Jahresthemen wurde von 2003 bis 2009  jährlich sowie im Jahr 2012 vom österreichischen Bildungsministerium vergeben und stellte eine eigene Sparte des Österreichischen Kunstpreises dar. Er zählte zur Gruppe der Staatspreise der Republik Österreich. Der Preis wurde etablierten Kulturschaffenden und Kulturinitiativen für ihr Engagement im Bereich aktueller Jahresthemen verliehen.

## Geschichte und Dotierung
Der Österreichische Kunstpreis, bis zum Jahr 2009 Würdigungspreis, wird etablierten Künstlern „für ihr umfangreiches, international anerkanntes Gesamtwerk“ zuerkannt. Er wird in verschiedenen Sparten jährlich beziehungsweise biennal (Kinder- und Jugendliteratur) vergeben. Die Ursprünge einzelner Preissparten reichen bis ins Jahr 1972 zurück. 2003 wurde eine zusätzliche Preissparte für etablierte Kulturschaffende und Initiativen eingerichtet, die sich mit aktuellen Jahresthemen befassten. Dieser Preis wurde bis 2009 (als Würdigungspreis) und zuletzt noch ein Mal im Jahr 2012 verliehen. Die Auswahl der Preisträger erfolgte durch eine unabhängige Expertenjury; eine Bewerbung war nicht möglich.
Der Preis war zuletzt mit 12.000 Euro Preisgeld dotiert.

## Preisträger
- 2003 Chimera, Gruppe Bilderwerfer für realisierte Kulturprojekte zur Integration behinderter Menschen
- 2004 Theater ecce Salzburg für Kunst- und Kulturprojekte zur Integration von Menschen mit Behinderung
- 2005 Mezzanin Theater für realisierte Kunst- und Kulturprojekte zur Integration von Menschen mit Behinderung
- 2007 Elizabeth McGlynn und InterACT – Werkstatt für Theater und Soziokultur für realisierte Projekte der Kunst im sozialen Raum
- 2008 Verein Soho in Ottakring für langjährige Projektarbeit im Bereich des Interkulturellen Dialogs
- 2009 Udo Wid für Interdisziplinarität
- 2012 Büro trafo.K